# Iván Garrido González
Iván Garrido González (Parla, 2 febbraio 1990) è un calciatore spagnolo, difensore del Toledo.

## Carriera

### Club
Nato a Parla nella comunità autonoma di Madrid, González è entrato a far parte del settore giovanile del Real Madrid nel 2002 all'età di 12 anni, dopo aver iniziato a giocare nella squadra della sua città natale, il Parla. Ha esordito con il Real Madrid "C" nella stagione 2008-2009, in Tercera División.
Il 29 luglio 2012, González viene acquistato dal Deportivo La Coruña, che lo inserisce nella sua seconda squadra, che milita in quarta divisione. Il 12 agosto dell'anno successivo, firma con il Conquense, formazione della Segunda División B, venendo spesso schierato in campo.
Il 23 luglio 2014, González si accasa al Leonesa, in terza divisione. Dopo una stagione al Racing Ferrol ha fatto ritorno al suo club precedente, giocando 39 partite (play-off compresi), aiutando la squadra a ritornare in Segunda División dopo 42 anni.
González ha esordito tra i professionisti il 18 agosto 2017, partendo da titolare nella sconfitta casalinga per 0-2 contro il Lorca.

## Statistiche

### Presenze e reti nei club
Statistiche aggiornate al 17 giugno 2024.
| Stagione        | Squadra         | Campionato      | Campionato | Campionato | Coppe nazionali | Coppe nazionali | Coppe nazionali | Coppe continentali | Coppe continentali | Coppe continentali | Altre coppe | Altre coppe | Altre coppe | Totale | Totale |
| Stagione        | Squadra         | Comp            | Pres       | Reti       | Comp            | Pres            | Reti            | Comp               | Pres               | Reti               | Comp        | Pres        | Reti        | Pres   | Reti   |
| --------------- | --------------- | --------------- | ---------- | ---------- | --------------- | --------------- | --------------- | ------------------ | ------------------ | ------------------ | ----------- | ----------- | ----------- | ------ | ------ |
| 2013-2014       | Conquense       | SDB             | 31         | 0          | -               | -               | -               | -                  | -                  | -                  | -           | -           | -           | 31     | 0      |
| 2014-2015       | Leonesa         | SDB             | 34         | 0          | -               | -               | -               | -                  | -                  | -                  | -           | -           | -           | 34     | 0      |
| 2015-2016       | Racing Ferrol   | SDB             | 37         | 2          | CR              | 2               | 0               | -                  | -                  | -                  | -           | -           | -           | 39     | 2      |
| 2016-2017       | Leonesa         | SDB             | 39         | 0          | CR              | 5               | 0               | -                  | -                  | -                  | -           | -           | -           | 44     | 0      |
| 2017-2018       | Leonesa         | SD              | 26         | 1          | CR              | 0               | 0               | -                  | -                  | -                  | -           | -           | -           | 26     | 1      |
| 2018-2019       | Leonesa         | SDB             | 34         | 3          | CR              | 4               | 0               | -                  | -                  | -                  | -           | -           | -           | 38     | 3      |
| 2019-2020       | Leonesa         | SDB             | 23         | 2          | CR              | 3               | 0               | -                  | -                  | -                  | -           | -           | -           | 26     | 2      |
| Totale Leonesa  | Totale Leonesa  | Totale Leonesa  | 122        | 6          |                 | 12              | 0               |                    | -                  | -                  |             | -           | -           | 134    | 6      |
| 2020-2021       | FC Goa          | ISL             | 19         | 2          | -               | -               | -               | ACL                | 5                  | 0                  | -           | -           | -           | 24     | 2      |
| 2021-2022       | FC Goa          | ISL             | 18         | 2          | -               | -               | -               | -                  | -                  | -                  | DC          | 2           | 0           | 19     | 2      |
| Totale Goa      | Totale Goa      | Totale Goa      | 36         | 4          |                 | -               | -               |                    | 5                  | 0                  |             | 2           | 0           | 43     | 4      |
| 2022-2023       | East Bengal     | ISL             | 15         | 0          | SC              | 0               | 0               | -                  | -                  | -                  | DC          | 2           | 0           | 17     | 0      |
| ott.-nov. 2023  | Chitwan         | NSL             | -          | -          | -               | -               | -               | -                  | -                  | -                  | -           | -           | -           | -      | -      |
| nov.2023-2024   | Toledo          | TF - 18         | 25         | 0          | -               | -               | -               | -                  | -                  | -                  | -           | -           | -           | 25     | 0      |
| Totale carriera | Totale carriera | Totale carriera | 200        | 12         |                 | 14              | 0               |                    | 5                  | 0                  |             | 4           | 0           | 223    | 12     |

## Palmarès

### Club

#### Competizioni nazionali
- Segunda División B: 1

Leonesa: 2016-2017
- Durand Cup: 1

FC Goa: 2021